# عبد الكريم الأزري
عبد الكريم عبد الحسين يوسف الأزري هو سياسي عراقي ولد في الكاظمية عام 1908، وتوفي في لندن مغتربا عن عمر ناهز المائة عام.
درس الاقتصاد والعلوم السياسية في جامعة لندن.
شغل مناصب مختلفة في العهد الملكي في العراق، منها منصب اشتغل قنصلاً للعراق سنة 1930 في كرمنشاه ومنصب وزير الخارجية ووزيرا للإعمار لعدة مرات، بالإضافة لعمله في دار المعلمين وسكرتيراً لوزير المعارف ثم معاونا لرئيس ديوان ملكي، وكان آخر وزير مالية في العهد الملكي في العراق.
عبد الكريم الأزري هو ابن الأديب والصحفي العراقي عبد الحسين الأزري وشقيق الوزير عبد الأمير الأزري.
له كتاب بعنوان «تأريخ في ذكريات العراق 1930-1958»، صدر عام 1982.